# Független jelölt
A Független jelölt (eredeti cím: The Independent) 2022-es amerikai politikai filmthriller, amelyet Evan Parter forgatókönyvéből Amy Rice rendezett. A főbb szerepekben Jodie Turner-Smith, Brian Cox, Luke Kirby, Stephen Lang, Ann Dowd és John Cena látható.
A filmet a Peacock 2022. november 2-án adta ki streaming formátumban. Magyarországon az HBO Max mutatta be 2024. január 5-én.

## Cselekmény
Elisha "Eli" James, a Washington Chronicle újságírója közli, hogy a Yale Egyetem öregdiákja, az olimpiai aranyérmes és bestseller író Nate Sterling függetlenként indul a közelgő elnökválasztáson. Ellenfelei a népszerűtlen demokrata hivatalban lévő szenátor és Patricia Turnbull republikánus szenátor, aki megválasztása esetén az Amerikai Egyesült Államok első női elnöke lenne. Eli összebarátkozik példaképével, Nick Bookerrel. Elmondja neki, hogy egy összeesküvést leplezett le: Turnbull elsikkasztja a lottóból származó pénzeket (konkrétan minden 1000 dollár után 1 dollárt), és becsempészi a Super PAC-jébe (politikai akciószervezet) az ország állami iskoláinak rovására.
A választás végéhez közeledve Eli és Booker rájönnek, a csalás elkövetője nem Turnbull, hanem Sterling. Beszélnek Sterlinggel, és ráveszik, hogy vallja be a bűnrészességét. Eközben Eli apja rákban meghal. Egy másik újságíró megpróbálja magáénak tudni Eli riportját. A Washington Chronicle ahelyett, hogy közzétenné, kirúgja az újságírót. Eli és Booker elindítják a The Independent nevű hírportált, hogy tájékoztassák az amerikai népet az igazságról. Közzéteszik a Sterlingről szóló jelentést, és elhagyják a Washington Chronicle-t.

## Szereplők
| Szerep             | Színész            | Magyar hang    |
| ------------------ | ------------------ | -------------- |
| Elisha "Eli" James | Jodie Turner-Smith | Györfi Anna    |
| Nick Booker        | Brian Cox          | Ujréti László  |
| Patricia Turnbull  | Ann Dowd           | Kocsis Mariann |
| Nate Sterling      | John Cena          | Bognár Tamás   |
| Lucas Nicoll       | Luke Kirby         | Szatory Dávid  |
| Gordon White       | Stephen Lang       | Rosta Sándor   |
| Jennifer Cooke     | Margaret Odette    |                |
| Justin             | Michael Gandolfini |                |
| Kathy Gibbs        | Alysia Reiner      |                |

### Magyar változat
- Magyar szöveg: Seres József
- Hangmérnök: Büki Marcell
- Vágó: Házi Sándor
- Gyártásvezető: Kablay Luca
- Szinkronrendező: Stern Dániel
- Produkciós vezető: Dallos Miklós

A szinkront az Iyuno Hungary készítette el.

## A film készítése
A Független jelölt az Anonymous Content, a Park Pictures és a The Exchange koprodukciójában készült. 2020 februárjában Amy Rice lett a rendező, majd Kumail Nanjiani csatlakozott a stábhoz. 2021 szeptemberében Jodie Turner-Smith, Brian Cox, John Cena és Kathy Bates csatlakozott a szereplőgárdához, Nanjiani pedig visszalépett. Decemberben Ann Dowd kapta meg a szerepet Bates helyett, aki ütemezési problémák miatt távozott.
Az eredetileg 2021 novemberére tervezett forgatás a következő hónapban kezdődött New Yorkban, a 24th Street és a 6th Avenue környékén.